# Design of a Decade: 1986-1996
Design of a Decade: 1986–1996 là album tuyển tập đầu tiên của của ca sĩ người Mỹ Janet Jackson, phát hành ngày 2 tháng 10 năm 1995 bởi A&M Records. Sau khi kết thúc chuyến lưu diễn Janet World Tour (1993-1995), hợp đồng lúc bấy giờ giữa Jackson với Virgin Records cho phép nữ ca sĩ được rời khỏi hãng đĩa, trước khi cô quyết định hợp tác ngắn hạn với hãng thu âm đầu tiên trong sự nghiệp A&M Records để thực hiện dự án album tuyển tập. Design of a Decade: 1986–1996 là tập hợp những đĩa đơn thành công nhất của Jackson, trích từ ba album phòng thu Control (1986), Janet Jackson's Rhythm Nation 1814 (1989) và  Janet (1993). Đĩa nhạc còn bao gồm tác phẩm song ca với Luther Vandross cho bộ phim năm 1992 Mo' Money "The Best Things In Life Are Free" trong phiên bản quốc tế. Ngoài ra, Jackson cũng thu âm hai bài hát mới theo phong cách pop và R&B kết hợp với âm hưởng của nhạc Trung Đông và funk, và đều được sản xuất bởi cộng tác viên quen thuộc của cô Jimmy Jam and Terry Lewis.
Sau khi phát hành, Design of a Decade: 1986–1996 nhận được những phản ứng tích cực từ các nhà phê bình âm nhạc, trong đó họ ghi nhận số lượng lớn những đĩa đơn ăn khách của album, nhưng cũng phân vân trước tiêu đề dễ gây hiểu lầm của đĩa nhạc vì toàn bộ những bài hát chỉ được phát hành trong khoảng thời gian 5 năm qua. Design of a Decade: 1986–1996 cũng gặt hái những thành công lớn về mặt thương mại, đứng đầu các bảng xếp hạng tại New Zealand và Singapore, đồng thời lọt vào top 10 ở hầu hết những quốc gia khác, bao gồm vươn đến top 5 ở nhiều thị trường lớn như Úc, Canada, Ireland, Nhật Bản và Vương quốc Anh. Đĩa nhạc ra mắt ở vị trí thứ tư trên bảng xếp hạng Billboard 200 tại Hoa Kỳ với 129,000 bản và sau đó đạt vị trí thứ ba, trở thành album thứ tư liên tiếp của Jackson lọt vào top 10 nhưng lại là tác phẩm đầu tiên kể từ Control (1986) không thể đạt ngôi vị quán quân tại đây. Tính đến nay, album đã bán được hơn năm triệu bản trên toàn cầu.
Ba đĩa đơn đã được phát hành từ Design of a Decade: 1986–1996. "Runaway" được chọn làm đĩa đơn mở đường và lọt vào top 10 ở nhiều thị trường nổi bật, đồng thời đạt vị trí thứ ba trên bảng xếp hạng Billboard Hot 100. Đây là một trong những đĩa đơn có thứ hạng ra mắt cao nhất tại Hoa Kỳ lúc bấy giờ, và Jackson cũng trở thành nghệ sĩ nữ đầu tiên sở hữu hai đĩa đơn ra mắt trong top 10. "The Best Things in Life Are Free" cũng được phát hành lại dưới dạng đĩa đơn tại Vương quốc Anh và đạt vị trí thứ bảy. Đĩa đơn cuối cùng "Twenty Foreplay" vươn đến top 40 ở một số quốc gia nhưng không được phát hành thương mại tại Hoa Kỳ. Khác với những album trước, nữ ca sĩ không tham gia trình diễn trên những chương trình truyền hình và lễ trao giải để quảng bá cho đĩa nhạc. Sau khi phát hành Design of a Decade: 1986–1996, Jackson tiếp tục được nhiều hãng đĩa săn đón để ký hợp đồng thu âm mới, trước khi cô ở lại với Virgin và trở thành nghệ sĩ âm nhạc được trả thù lao cao nhất thế giới lúc bấy giờ.

## Danh sách bài hát
Tất cả các ca khúc được viết bởi Janet Jackson, James Harris III, Terry Lewis, ngoại trừ một số ghi chú.
| Design of a Decade: 1986–1996 – Phiên bản tại Bắc Mỹ | Design of a Decade: 1986–1996 – Phiên bản tại Bắc Mỹ | Design of a Decade: 1986–1996 – Phiên bản tại Bắc Mỹ | Design of a Decade: 1986–1996 – Phiên bản tại Bắc Mỹ | Design of a Decade: 1986–1996 – Phiên bản tại Bắc Mỹ |
| STT                                                  | Nhan đề                                              | Sáng tác                                             | Album gốc                                            | Thời lượng                                           |
| ---------------------------------------------------- | ---------------------------------------------------- | ---------------------------------------------------- | ---------------------------------------------------- | ---------------------------------------------------- |
| 1.                                                   | "Runaway"                                            |                                                      |                                                      | 3:35                                                 |
| 2.                                                   | "What Have You Done for Me Lately"                   |                                                      | Control (1986)                                       | 4:44                                                 |
| 3.                                                   | "Nasty"                                              |                                                      | Control                                              | 4:04                                                 |
| 4.                                                   | "When I Think of You"                                |                                                      | Control                                              | 3:56                                                 |
| 5.                                                   | "Escapade"                                           |                                                      | Janet Jackson's Rhythm Nation 1814 (1989)            | 4:45                                                 |
| 6.                                                   | "Miss You Much"                                      | Harris Lewis                                         | Janet Jackson's Rhythm Nation 1814                   | 4:13                                                 |
| 7.                                                   | "Love Will Never Do (Without You)" (bản đĩa đơn)     | Harris Lewis                                         | Janet Jackson's Rhythm Nation 1814                   | 4:35                                                 |
| 8.                                                   | "Alright" (Shep Pettibone Remix)                     |                                                      | Janet Jackson's Rhythm Nation 1814                   | 4:39                                                 |
| 9.                                                   | "Control" (bản LP thiếu đoạn mở đầu)                 |                                                      | Control                                              | 5:16                                                 |
| 10.                                                  | "The Pleasure Principle" (bản LP)                    | Monte Moir                                           | Control                                              | 4:14                                                 |
| 11.                                                  | "Black Cat" (bản video/đoạn solo dài)                | Janet Jackson                                        | Janet Jackson's Rhythm Nation 1814                   | 4:48                                                 |
| 12.                                                  | "Rhythm Nation" (bản LP với đoạn mở đầu)             |                                                      | Janet Jackson's Rhythm Nation 1814                   | 5:59                                                 |
| 13.                                                  | "That's the Way Love Goes"                           |                                                      | Janet (1993)                                         | 4:27                                                 |
| 14.                                                  | "Come Back to Me" (I'm Beggin' You Mix)              |                                                      | Janet Jackson's Rhythm Nation 1814                   | 5:38                                                 |
| 15.                                                  | "Let's Wait Awhile"                                  | Janet Jackson Harris Lewis Melanie Andrews           | Control                                              | 4:37                                                 |
| 16.                                                  | "Twenty Foreplay"                                    |                                                      |                                                      | 6:07                                                 |
| Tổng thời lượng:                                     | Tổng thời lượng:                                     | Tổng thời lượng:                                     | Tổng thời lượng:                                     | 75:28                                                |

| Design of a Decade: 1986–1996 – Phiên bản quốc tế | Design of a Decade: 1986–1996 – Phiên bản quốc tế                         | Design of a Decade: 1986–1996 – Phiên bản quốc tế | Design of a Decade: 1986–1996 – Phiên bản quốc tế | Design of a Decade: 1986–1996 – Phiên bản quốc tế |
| STT                                               | Nhan đề                                                                   | Sáng tác                                          | Album gốc                                         | Thời lượng                                        |
| ------------------------------------------------- | ------------------------------------------------------------------------- | ------------------------------------------------- | ------------------------------------------------- | ------------------------------------------------- |
| 1.                                                | "Runaway"                                                                 |                                                   |                                                   | 3:35                                              |
| 2.                                                | "What Have You Done for Me Lately" (bản LP)                               |                                                   | Control                                           | 3:32                                              |
| 3.                                                | "Nasty" (bản LP)                                                          |                                                   | Control                                           | 3:45                                              |
| 4.                                                | "When I Think of You"                                                     |                                                   | Control                                           | 3:56                                              |
| 5.                                                | "Escapade"                                                                |                                                   | Janet Jackson's Rhythm Nation 1814                | 4:45                                              |
| 6.                                                | "Miss You Much" (bản LP)                                                  | Harris Lewis                                      | Janet Jackson's Rhythm Nation 1814                | 3:52                                              |
| 7.                                                | "Whoops Now" (bản LP)                                                     | Janet Jackson                                     | Janet                                             | 4:08                                              |
| 8.                                                | "Love Will Never Do (Without You)" (bản đĩa đơn)                          | Harris Lewis                                      | Janet Jackson's Rhythm Nation 1814                | 4:35                                              |
| 9.                                                | "Alright" (Shep Pettibone Remix)                                          |                                                   | Janet Jackson's Rhythm Nation 1814                | 4:39                                              |
| 10.                                               | "The Best Things in Life Are Free" (CJ's 7-inch Mix; với Luther Vandross) | Harris Lewis Michael Bivins Ronnie DeVoe          | Nhạc phim Mo' Money (1992)                        | 4:07                                              |
| 11.                                               | "Control" (bản LP)                                                        |                                                   | Control                                           | 3:29                                              |
| 12.                                               | "The Pleasure Principle" (bản LP)                                         | Monte Moir                                        | Control                                           | 4:14                                              |
| 13.                                               | "Black Cat" (bản video/đoạn solo ngắn)                                    | Janet Jackson                                     | Janet Jackson's Rhythm Nation 1814                | 4:30                                              |
| 14.                                               | "Rhythm Nation" (bản LP)                                                  |                                                   | Janet Jackson's Rhythm Nation 1814                | 4:28                                              |
| 15.                                               | "That's the Way Love Goes"                                                |                                                   | Janet                                             | 4:27                                              |
| 16.                                               | "Come Back to Me" (I'm Beggin' You Mix)                                   |                                                   | Janet Jackson's Rhythm Nation 1814                | 5:38                                              |
| 17.                                               | "Let's Wait Awhile"                                                       | Janet Jackson Harris Lewis Melanie Andrews        | Control                                           | 4:37                                              |
| 18.                                               | "Twenty Foreplay" (bản chỉnh sửa)                                         |                                                   |                                                   | 5:20                                              |
| Tổng thời lượng:                                  | Tổng thời lượng:                                                          | Tổng thời lượng:                                  | Tổng thời lượng:                                  | 77:29                                             |

| Design of a Decade: 1986–1996 – Phiên bản giới hạn (đĩa kèm theo) | Design of a Decade: 1986–1996 – Phiên bản giới hạn (đĩa kèm theo) | Design of a Decade: 1986–1996 – Phiên bản giới hạn (đĩa kèm theo) | Design of a Decade: 1986–1996 – Phiên bản giới hạn (đĩa kèm theo) | Design of a Decade: 1986–1996 – Phiên bản giới hạn (đĩa kèm theo) |
| STT                                                               | Nhan đề                                                           | Sáng tác                                                          | Album gốc                                                         | Thời lượng                                                        |
| ----------------------------------------------------------------- | ----------------------------------------------------------------- | ----------------------------------------------------------------- | ----------------------------------------------------------------- | ----------------------------------------------------------------- |
| 1.                                                                | "Young Love" (12-inch dance mix)                                  | René Moore Angela Winbush                                         | Janet Jackson (1982)                                              | 5:09                                                              |
| 2.                                                                | "Diamonds" (Cool Summer Mix Edit; với Herb Alpert và Lisa Keith)  | Harris Lewis                                                      | Keep Your Eye on Me (1987)                                        | 4:02                                                              |
| 3.                                                                | "The Knowledge" (Q Sound Mix)                                     | Harris Lewis                                                      | Janet Jackson's Rhythm Nation 1814                                | 4:01                                                              |
| 4.                                                                | "Say You Do"                                                      | Moore Winbush                                                     | Janet Jackson                                                     | 6:49                                                              |
| 5.                                                                | "Don't Stand Another Chance"                                      | Janet Jackson Marlon Jackson John Barnes                          | Dream Street (1984)                                               | 4:17                                                              |
| 6.                                                                | "French Blue"                                                     | Jesse Johnson                                                     | Đĩa đơn độc lập                                                   | 6:23                                                              |
| 7.                                                                | "When I Think of You" (Jazzy Mix)                                 |                                                                   | Control                                                           | 10:19                                                             |
| Tổng thời lượng:                                                  | Tổng thời lượng:                                                  | Tổng thời lượng:                                                  | Tổng thời lượng:                                                  | 44:58                                                             |

| Design of a Decade: 1986–1996 – Tuyển tập video | Design of a Decade: 1986–1996 – Tuyển tập video | Design of a Decade: 1986–1996 – Tuyển tập video | Design of a Decade: 1986–1996 – Tuyển tập video |
| STT                                             | Nhan đề                                         | Đạo diễn                                        | Thời lượng                                      |
| ----------------------------------------------- | ----------------------------------------------- | ----------------------------------------------- | ----------------------------------------------- |
| 1.                                              | "What Have You Done for Me Lately"              | Piers Ashworth Brian Jones                      |                                                 |
| 2.                                              | "Nasty"                                         | Mary Lambert                                    |                                                 |
| 3.                                              | "When I Think of You"                           | Julien Temple                                   |                                                 |
| 4.                                              | "Control"                                       | Lambert                                         |                                                 |
| 5.                                              | "Let's Wait Awhile"                             | Dominic Sena                                    |                                                 |
| 6.                                              | "The Pleasure Principle"                        | Sena                                            |                                                 |
| 7.                                              | "Miss You Much"                                 | Sena                                            |                                                 |
| 8.                                              | "Rhythm Nation"                                 | Sena                                            |                                                 |
| 9.                                              | "Escapade"                                      | Peter Smillie                                   |                                                 |
| 10.                                             | "Alright"                                       | Temple                                          |                                                 |
| 11.                                             | "Come Back to Me"                               | Sena                                            |                                                 |
| 12.                                             | "Black Cat"                                     | Wayne Isham                                     |                                                 |
| 13.                                             | "Love Will Never Do (Without You)"              | Herb Ritts                                      |                                                 |
| 14.                                             | "That's the Way Love Goes"                      | René Elizondo Jr.                               |                                                 |
| 15.                                             | "Whoops Now"                                    | Yuri Elizondo                                   |                                                 |
| 16.                                             | "Runaway"                                       | Marcus Nispel                                   |                                                 |
| 17.                                             | "Phim tài liệu hậu trường Runaway"              |                                                 |                                                 |

## Xếp hạng
| Bảng xếp hạng (1995–96)                         | Vị trí cao nhất |
| ----------------------------------------------- | --------------- |
| Album Úc (ARIA)                                 | 2               |
| Album Áo (Ö3 Austria)                           | 15              |
| Album Bỉ (Ultratop Vlaanderen)                  | 7               |
| Album Bỉ (Ultratop Wallonie)                    | 6               |
| Canada Top Albums/CDs (RPM)                     | 5               |
| Album Đan Mạch (Hitlisten)                      | 6               |
| Album Hà Lan (Album Top 100)                    | 8               |
| Album Châu Âu (Top 100)                         | 8               |
| Album Pháp (SNEP)                               | 2               |
| Album Phần Lan (Suomen virallinen lista)        | 18              |
| Album Đức (Offizielle Top 100)                  | 10              |
| Album Ireland (IFPI)                            | 2               |
| Album Nhật Bản (Oricon)                         | 4               |
| Album New Zealand (RMNZ)                        | 1               |
| Album Na Uy (VG-lista)                          | 18              |
| Album Scotland (OCC)                            | 4               |
| Album Singapore (SPVA)                          | 1               |
| Album Thụy Điển (Sverigetopplistan)             | 14              |
| Album Thụy Sĩ (Schweizer Hitparade)             | 6               |
| Album Anh Quốc (OCC)                            | 2               |
| Album Anh Quốc R&B (OCC)                        | 1               |
| Album Hoa Kỳ Billboard 200                      | 3               |
| Album Hoa Kỳ Top R&B/Hip-Hop Albums (Billboard) | 4               |

| Bảng xếp hạng (1995)                      | Vị trí |
| ----------------------------------------- | ------ |
| Album Úc (ARIA)                           | 6      |
| Album Bỉ (Ultratop Flanders)              | 71     |
| Album Canada (RPM)                        | 59     |
| Album Hà Lan (Album Top 100)              | 77     |
| Album Châu Âu (Music & Media)             | 69     |
| Album Pháp (SNEP)                         | 50     |
| Album Đức (Offizielle Top 100)            | 92     |
| Album Nhật Bản (Oricon)                   | 90     |
| Album New Zealand (Recorded Music NZ)     | 33     |
| Album Anh Quốc (OCC)                      | 21     |
| Hoa Kỳ Billboard 200                      | 143    |
| Bảng xếp hạng (1996)                      | Vị trí |
| Album Canada (RPM)                        | 86     |
| Album Anh Quốc (OCC)                      | 125    |
| Hoa Kỳ Billboard 200                      | 55     |
| Hoa Kỳ Top R&B/Hip-Hop Albums (Billboard) | 88     |

## Chứng nhận
| Quốc gia                                                                           | Chứng nhận  | Số đơn vị/doanh số chứng nhận |
| ---------------------------------------------------------------------------------- | ----------- | ----------------------------- |
| Úc (ARIA)                                                                          | 4× Bạch kim | 280.000^                      |
| Bỉ (BEA)                                                                           | Vàng        | 25.000*                       |
| Canada (Music Canada)                                                              | Bạch kim    | 100.000^                      |
| Đức (BVMI)                                                                         | Vàng        | 250.000^                      |
| Nhật Bản (RIAJ)                                                                    | Bạch kim    | 200.000^                      |
| Hà Lan (NVPI)                                                                      | Vàng        | 50.000^                       |
| New Zealand (RMNZ)                                                                 | Bạch kim    | 15.000^                       |
| Thụy Sĩ (IFPI)                                                                     | Vàng        | 25.000^                       |
| Anh Quốc (BPI)                                                                     | 2× Bạch kim | 600.000^                      |
| Hoa Kỳ (RIAA)                                                                      | 2× Bạch kim | 2,422,000                     |
| Tổng hợp                                                                           |             |                               |
| Châu Âu (IFPI)                                                                     | Bạch kim    | 1.000.000*                    |
| * Chứng nhận dựa theo doanh số tiêu thụ. ^ Chứng nhận dựa theo doanh số nhập hàng. |             |                               |

| Quốc gia                                  | Chứng nhận | Số đơn vị/doanh số chứng nhận |
| ----------------------------------------- | ---------- | ----------------------------- |
| Hoa Kỳ (RIAA)                             | Vàng       | 50.000^                       |
| ^ Chứng nhận dựa theo doanh số nhập hàng. |            |                               |